# Africano
Africano var et spillested i Esbjerg der blev oprettet i 1958  af Aksel Haahr Nielsen på Hotel Spangsberg i Havnegade i Esbjerg, som et  danse og spillested. Man kaldte det et ball- og showroom, da det blev oprettet. Hotel Spangsbjerg lå i krydset Havnegade- og Stormgade i Esbjerg. Det lå i stue etagen i den del af Hotel Spangsbjerg, der lå ud mod Stormgade.

## Om Africano
Skrevet om Africano i dagbladet Vestkysten…” ….esbjergensiske spillested Africano. Esbjerg var (måske) “Danmarks Liverpool!?”,  I hvert fald var der gang i musiklivet i den forblæste, sildeolielugtende provinsby, hvor de unge gjorde, hvad de kunne for at flygte fra de sort-hvide-fjernsyns fremmarch i de små og småkedelige hjem.”
Der blev stedet for pigtrådsmusik og anden pop musik.”…på Africano kunne man lytte og vride sig til de frisættende, ungdommelige toner, der kom fra den anden side af det store Vesterhav – også i lokale pigtrådsudgaver…” (Fra hele Danmark).
Blandt de mest berømte grupper der har spillet der er, engelske The Hollies.
”….En af de få store engelske grupper, der kom til Esbjerg i tresserne, var The Hollies. Alan Clarke og Co. optrådte på det hedengangne musiksted Africano og fjernsynet – dvs. Danmarks Radio, for der var ikke andre – var til stede…” 

## Lukningstruet og lukning i 1980
Ifølge dagbladet Vestkysten fra dengang var Africano lukningstruet i efteråret 1968, fordi ungdommen svigtede stedet. Blandt andet var et par diskoteker ved at dukke op.
Aksel Haahr Nielsen ville dog give det en chance mere og forsøgte sig med danserestaurant for voksne.
I begyndelsen af 1970'erne skiftede Africano navn til Den Hvide Hest, og man forsøgte sig med »vin- og ølgod«-stemning.
Et par år senere blev det koncertsted for turnerende grupper som Gnags og Gasolin.
Men i 1980 var det hele forbi. Hotel Spangsberg, opført i 1875, blev revet ned - efter ophedede diskussioner og til manges store fortrydelse. De gamle historiske bygninger måtte vige pladsen for Hotel Olympic og diverse kontorbygninger.